# Okuje
Okuje is een plaats in de gemeente Velika Gorica in de Kroatische provincie Zagreb. De plaats telt 437 inwoners (2001).